# ماني حقيقي
ماني حقیقي (بالفارسية: مانی حقيقی) كاتب سيناريو ومخرج وممثل إيراني، ولد في 17 يوليو 1969 بطهران في إيران.

## أعمال

### أفلام
- أربعاء سوري (2006)
- بخصوص إيلي (2009)
- تفريق (2022)

## وصلات خارجية
- ماني حقيقي على موقع IMDb (الإنجليزية)
- ماني حقيقي على موقع قاعدة بيانات الأفلام العربية
- ماني حقيقي على موقع ألو سيني (الفرنسية)
- ماني حقيقي على موقع أول موفي (الإنجليزية)
- ماني حقيقي على موقع قاعدة بيانات الفيلم (الإنجليزية)
- ماني حقيقي على موقع كينوبويسك (الروسية)